# FFC Oldesloe 2000
Der FFC Oldesloe 2000 war ein Frauenfußballverein aus Bad Oldesloe. Der Verein wurde am 29. Januar 2000 gegründet und am 30. Juni 2014 aufgelöst. Die erste Mannschaft spielte sechs Jahre lang in der 2. Bundesliga Nord.

## Geschichte
| Spielklasse        | Saison  | Platz | Tore   | Punkte |
| ------------------ | ------- | ----- | ------ | ------ |
| Bezirksklasse Süd  | 2000/01 | 02.   | 183:24 | 71     |
| Bezirksliga Süd    | 2001/02 | 03.   | ?      | ?      |
| Bezirksliga Süd    | 2002/03 | 01.   | 125:08 | 55     |
| Verbandsliga S-H   | 2003/04 | 01.   | 090:11 | 59     |
| Regionalliga Nord  | 2004/05 | 02.   | 057:19 | 44     |
| Regionalliga Nord  | 2005/06 | 04.   | 053:19 | 40     |
| Regionalliga Nord  | 2006/07 | 01.   | 080:09 | 60     |
| 2. Bundesliga Nord | 2007/08 | 08.   | 030:36 | 28     |
| 2. Bundesliga Nord | 2008/09 | 06.   | 023:27 | 33     |
| 2. Bundesliga Nord | 2009/10 | 08.   | 024:31 | 28     |
| 2. Bundesliga Nord | 2010/11 | 07.   | 029:33 | 27     |
| 2. Bundesliga Nord | 2011/12 | 10.   | 024:58 | 21     |
| 2. Bundesliga Nord | 2012/13 | 12.   | 016:66 | 13     |
| Regionalliga Nord  | 2013/14 | 12.   | 00:0   | 0      |

|  | Aufstieg |
|  | Abstieg  |

Der Verein wurde am 29. Januar 2000 gegründet mit der Zielsetzung, den Frauen- und Mädchenfußball in Bad Oldesloe zu fördern und zu entwickeln. Im Jahre 2003 stieg die Mannschaft bereits in die Verbandsliga Schleswig-Holstein auf und schaffte auf Anhieb den Durchmarsch in die Regionalliga Nord. Im gleichen Jahr wurde der schleswig-holsteinische Pokal gewonnen. Als Aufsteiger belegte die Mannschaft den zweiten Platz hinter Holstein Kiel. Im DFB-Pokal schied man durch eine 2:4-Niederlage gegen den TuS Köln rrh. in der ersten Runde aus. Anfang 2007 gewann der Verein die schleswig-holsteinische Hallenmeisterschaft. Nachdem die Mannschaft in der Saison 2005/06 den vierten Platz in der Regionalliga Nord  belegt hatte, gelang in der Folgesaison der nächste Aufstieg. Am 15. April 2007 gewann der Club nach einem 3:0-Sieg über den TSV Nahe vorzeitig die Meisterschaft und stand als Aufsteiger in die 2. Bundesliga fest. Am 17. Mai 2007 gewann die Mannschaft den Schleswig-Holsteinischen Landespokal mit einem 9:1-Sieg bei TuRa Meldorf.
In der Folge spielte der FFC in der 2. Bundesliga mit, ohne jedoch vordere Tabellenplatzierungen zu erreichen. Am 17. Juni 2011 wurde zwischen dem VfB Lübeck und dem FFC Oldesloe ein Kooperationsvertrag unterzeichnet, dieser war zunächst auf zwölf Monate begrenzt. Ziel dieser Vereinbarung war es, innerhalb der nächsten zwölf Monate die Vollintegration des FFC bei den Grün-Weißen zur Saison 2012/13 zu prüfen und vorzubereiten. Der Kooperationsvertrag sah vor, dass die 1. Mannschaft des FFC Oldesloe in Farben grün und weiß des VfB Lübeck spielte, aber weiter unter dem Namen FFC Oldesloe antrat. Der Schriftzug FFC Oldesloe war weiter auf dem Rücken der Trikots zu finden und das Wappen des Kooperationspartners VfB Lübeck fand sich auf dem linken Oberarm.
Die Gründe für diese Kooperation waren vielfältig. Der Frauenfußball gewann immer größere Bedeutung. Dieser Entwicklung wollte sich der VfB Lübeck nun aktiv öffnen. Die Kooperation gab dem FFC Oldesloe die Möglichkeit, den stetig steigenden Anforderungen des DFB an den Spielbetrieb der 2. Bundesliga Rechnung zu tragen. Dies wäre in Bad Oldesloe nicht in gleichem Maße gewährleistet gewesen. Mit der Kooperation verfolgte der Vorstand des FFC Oldesloe das Ziel, dem Frauen- und Mädchenfußball in Schleswig-Holstein langfristig eine positive Entwicklung in der sportlichen Spitze zu geben und die organisatorischen Rahmenbedingungen weiter zu verbessern. Die vorhandenen Kräfte wurden dadurch gebündelt, die sportliche Kompetenz und organisatorische Kraft des VfB Lübeck und FFC Oldesloe sollten sich positiv ergänzen.
Die Finanzierung der Saison 2011/12 erfolgte vor allem aus den Einnahmen des FFC und zusätzlich durch vom VfB Lübeck speziell für den Frauenfußball akquiriertes Sponsoring. Diese Kooperation stellte also keine zusätzliche finanzielle Belastung für den VfB Lübeck da. Die Spiele der 1. Frauenmannschaft des FFC Oldesloe wurden im Stadion Buniamshof ausgetragen, zudem sollten zwei Topspiele im Stadion an der Lohmühle des VfB Lübeck stattfinden. Das Team trainierte in der anstehenden Saison weiter im Oldesloer Kurparkstadion, in dem auch das Regionalliga-Team und die Juniorinnen-Mannschaften des FFC Oldesloe weiterhin spielten. Durch eine 1:3-Heimniederlage wurde einen Spieltag vor Saisonende der Abstieg des Vereins in die Drittklassigkeit besiegelt.
Vor Beginn der Regionalligasaison 2013/14 wurde die Mannschaft zurückgezogen. Der Verein wurde schließlich am 30. Juni 2014 aufgelöst. Die Mitglieder traten dem VfL Oldesloe bei.

## Erfolge
- Meister der Regionalliga-Nord 2007 und Aufstieg in die 2. Bundesliga Nord
- Schleswig-Holsteinischer Pokalsieger 2004, 2006, 2007, 2010 (2. Mannschaft)
- Schleswig-Holsteinischer Hallenmeister 2007, 2008, 2011, 2012
- Aufstieg in die Regionalliga Nord 2004

## Stadion
Die Spiele der 1. Frauenmannschaft des FFC Oldesloe wurden im Stadion Buniamshof ausgetragen.